# Тункевич, Артур
Артур Тункевич (лит. Artur Tunkevič; род. 14 сентября 1995) —  литовский шашист. Бронзовый призёр командного чемпионата мира (2024) в составе сборной Литвы, чемпион мира по международным шашкам среди юниоров (2014). Как лучший в мире юниор - второй запасной на Чемпионат мира по международным шашкам среди мужчин 2015 года. В национальном чемпионате: серебро (2014, классика), бронза (2015, 2016, 2017 классика), 2015 (быстрая программа)
В составе сборной Литвы занял 4 место на командном чемпионате Европы (2014).